# Lethrus mugodzharicus
Lethrus mugodzharicus är en skalbaggsart som beskrevs av Nikolajev 1987. Lethrus mugodzharicus ingår i släktet Lethrus och familjen tordyvlar. Inga underarter finns listade i Catalogue of Life.